# Manovra di Brandt-Andrews
La manovra di Brandt-Andrews è una manovra specifica in ostetricia, utilizzata per facilitare l'espulsione della placenta in un secondamento fisiologico rallentato.

## Descrizione della manovra
Si dice alla donna di svuotare la vescica e, se non riesce, si pratica il cateterismo vescicale. Si provoca con un delicato massaggio una contrazione uterina, quindi si appoggia una mano sull'addome della donna, in modo che il suo margine ulnare o l'estremità delle quattro dita riunite corrispondano al punto di congiunzione fra corpo uterino e segmento inferiore. Si spinge ora con la mano destra il corpo uterino in alto e all'indietro, mentre con la mano sinistra si afferra il funicolo e si esegue una modesta controtrazione.
Se la placenta è staccata, affiorerà in breve all'ostio vulvare. Se invece è ancora aderente o se è trattenuta da uno spasmo della bocca uterina, la spinta che solleva l'utero, esercitata dalla mano destra, verrà trasmessa al funicolo e verrà avvertita dalla mano sinistra.
In tal caso, mantenendo la mano destra a contatto con l'utero e spingendo in alto, si continua ad esercitare una modesta controtrazione sul funicolo con la mano sinistra finché una sensazione come di cedimento indicherà l'avvenuto distacco della placenta.

## Rischi
La manovra di Brandt-Andrews non è priva di rischi, specialmente se eseguita in modo precipitoso, violento o intempestivo. Vi è il pericolo dell'inversione uterina, soprattutto se vengono poste in atto in un utero non bene contratto.